# Adam Driver
Adam Douglas Driver (n. 19 noiembrie 1983, San Diego, California, SUA) este un actor și fotomodel american.
A debutat pe Broadway cu piesa Profesiunea doamnei Warren (2010). Actorul s-a întors pe Broadway în 2011, în producția Man and Boy și și-a făcut debutul în cinematografie în filmul J. Edgar (2011). Driver a mai jucat, printre altele, în Lincoln (2012), Frances Ha (2012) și Inside Llewyn Davis (2013). În 2014, Driver a jucat în While We're Young și a câștigat Cupa Volpi pentru rolul său în Hungry Hearts  (2014).
În 2015 Driver l-a jucat pe Kylo Ren în Războiul stelelor - Episodul VII: Trezirea Forței. Pentru rolul lui Adam Sackler din seria Girls difuzată de HBO, Driver a primit trei nominalizări consecutive la Premiul Emmy pentru cel mai bun actor în rol secundar într-un serial de comedie.

## Viața timpurie
Driver s-a născut în comitatul San Bernardino, California, la 19 noiembrie 1983, ca fiu al lui Nancy (născută Needham) Wright, avocat, și Joe Douglas Driver. Familia din partea tatălui este din Arkansas iar familia din partea mamei este din Indiana.
Când Driver avea șapte ani, s-a mutat cu mama lui și sora mai mare April în orașul ei natal din Mishawaka, Indiana. Driver a avut parte de o educație religioasă și a cântat în corul bisericii. Ca adolescent, Driver s-a descris ca fiind neconformist, și a cofondat un club de lupte cu prietenii săi, după ce a fost inspirat de filmul Fight Club.
La scurt timp după atacurile de la 11 septembrie, Driver s-a înrolat în Marina Statelor Unite El a servit timp de doi ani și opt luni. Driver a urmat cursurile Universității din Indianapolis pentru un an, după care s-a transferat la Școala Juilliard pentru a studia teatru. A absolvit cu o diplomă în arte în 2009.

## Filmografie

### Film
| An   | Titlu                                          | Rol                               | Regizor           | Note           |
| ---- | ---------------------------------------------- | --------------------------------- | ----------------- | -------------- |
| 2011 | J. Edgar                                       | Walter Lyle                       | Clint Eastwood    |                |
| 2012 | Gayby                                          | Neil                              | Jonathan Lisecki  |                |
| 2012 | Not Waving But Drowning                        | Adam                              | Devyn Waitt       |                |
| 2012 | Frances Ha                                     | Lev Shapiro                       | Noah Baumbach     |                |
| 2012 | Lincoln                                        | Samuel Beckwith                   | Steven Spielberg  |                |
| 2013 | Bluebird                                       | Walter                            | Lance Edmands     |                |
| 2013 | Inside Llewyn Davis                            | Al Cody                           | Coen brothers     |                |
| 2013 | Tracks                                         | Rick Smolan                       | John Curran       |                |
| 2013 | What If                                        | Allan                             | Michael Dowse     |                |
| 2014 | Hungry Hearts                                  | Jude                              | Saverio Costanzo  |                |
| 2014 | While We're Young                              | Jamie Massey                      | Noah Baumbach     |                |
| 2014 | This Is Where I Leave You                      | Phillip Altman                    | Shawn Levy        |                |
| 2015 | Star Wars: The Force Awakens - Trezirea Forței | Kylo Ren                          | J. J. Abrams      |                |
| 2016 | Midnight Special                               | Paul Sevier                       | Jeff Nichols      |                |
| 2016 | Paterson                                       | Paterson                          | Jim Jarmusch      |                |
| 2016 | Silence                                        | Father Francisco Garupe           | Martin Scorsese   |                |
| 2017 | The Meyerowitz Stories                         | Randy                             | Noah Baumbach     |                |
| 2017 | Logan Lucky                                    | Clyde Logan                       | Steven Soderbergh |                |
| 2017 | Star Wars: The Last Jedi - Ultimii Jedi        | Kylo Ren                          | Rian Johnson      |                |
| 2018 | BlacKkKlansman                                 | Detective Philip "Flip" Zimmerman | Spike Lee         |                |
| 2018 | The Man Who Killed Don Quixote                 | Toby Grisoni                      | Terry Gilliam     |                |
| 2019 | The Report                                     | Daniel Jones                      | Scott Z. Burns    |                |
| 2019 | The Dead Don't Die                             | Officer Ronald Peterson           | Jim Jarmusch      |                |
| 2019 | Marriage Story                                 | Charlie                           | Noah Baumbach     |                |
| 2019 | Star Wars: The Rise of Skywalker †             | Kylo Ren                          | J. J. Abrams      | Post-producție |
| TBA  | Annette †                                      | Henry                             | Leos Carax        | Filmări        |

### Televiziune
| An         | Titlu                                             | Rol                   | Note                                                                       |
| ---------- | ------------------------------------------------- | --------------------- | -------------------------------------------------------------------------- |
| 2009       | The Unusuals                                      | Will Slansky          | Episodul: "The E.I.D."                                                     |
| 2010       | Law & Order                                       | Robby Vickery         | Episodul: "Brilliant Disguise"                                             |
| 2010       | You Don't Know Jack                               | Glen Stetson          | film TV                                                                    |
| 2010       | The Wonderful Maladys                             | Zed                   | episod pilot                                                               |
| 2012       | Law & Order: Special Victims Unit                 | Jason Roberts         | Episodul: "Theatre Tricks"                                                 |
| 2012–2017  | Girls                                             | Adam Sackler          | 49 de episoade                                                             |
| 2015       | The Simpsons                                      | Adam Sackler (voice)  | Episodul: "Every Man's Dream"                                              |
| 2016, 2018 | Saturday Night Live                               | rolul său / gazdă     | Episodul: "Adam Driver/Chris Stapleton", Episodul "Adam Driver/Kanye West" |
| 2017       | Bob's Burgers                                     | Art the Artist (voce) | Episodul: "The Bleakening: Part 1 & 2"                                     |
| TBA        | SpongeBob SquarePants SpongeBob Pantaloni Pătrați | Hal (voce)            | Episodul: "Pearl's New Boyfriend"                                          |

### Jocuri video
| An   | Titlu                             | Rol de voce | Note |
| ---- | --------------------------------- | ----------- | ---- |
| 2015 | Disney Infinity 3.0               | Kylo Ren    |      |
| 2016 | Lego Star Wars: The Force Awakens | Kylo Ren    |      |

### Teatru
| An        | Titlu                    | Rol           | Teatrul                         |
| --------- | ------------------------ | ------------- | ------------------------------- |
| 2009      | Slipping                 | Chris         | Rattlestick Playwrights Theater |
| 2009      | The Retributionists      | Dov Kaplinsky | Playwrights Horizons            |
| 2010      | Little Doc               | Ric           | Rattlestick Playwrights Theater |
| 2010      | The Forest               | Bulanov       | East 13th Street Theatre        |
| 2010      | Mrs. Warren's Profession | Frank Gardner | American Airlines Theatre       |
| 2010–2011 | Angels in America        | Louis Ironson | Peter Norton Space              |
| 2011      | Man and Boy              | Basil Anthony | American Airlines Theatre       |
| 2012      | Look Back in Anger       | Cliff Lewis   | Laura Pels Theatre              |
| 2019      | Burn This                | Pale          | Hudson Theatre                  |

## Legături externe
- Adam Driver la Internet Movie Database
- Adam Driver la broadwayworld.com